# Шарль де Фуко
Шарль Еже́н де Фуко́ де Понбріан (фр. Charles Eugène de Foucauld de Pontbriand; 15 вересня 1858, Страсбург — 1 грудня 1916, Таманрассет, Алжир) — французький військовий офіцер, мандрівник, географ, католицький священник, монах-траппіст і пустельник. Відомий як місіонер серед туарегів у Сахарі та як автор першого туарезько-французького словника. Канонізований у 2022 році, вшановується як святий Католицькою церквою.

## Життєпис
Шарль Ежен де Фуко де Понбріан народився у Страсбурзі в аристократичній родині. Його мати, Елізабет Боде де Морле, походила з лотаринзької родини, а батько, Франсуа-Едуар де Фуко, був інспектором лісів зі старовинного перігорського роду. Подружжя мало двох синів, з яких перший помер немовлям. Шарль народився у будинку на площі Брольї — поруч із місцем, де була вперше виконана «Марсельєза». У 1864 році, після передчасної смерті батьків, Шарль і його сестра Марі були передані на виховання діду по матері — полковнику Боде де Морле, якого майбутній монах завжди згадував з любов’ю. У цей період він здобуває класичну освіту в єпископальній школі та ліцеї Страсбурга, демонструючи високий інтелект, але водночас замкнутість і схильність до бунту.

Під час навчання у Нансі та Парижі у 1870-х роках Шарль поступово втрачає віру. У своїх спогадах він згадує: «Я залишився без жодної певності, без надії, без Бога». Попри це, він отримує класичну освіту, захоплюється творами Еразма, Рабле, Вольтера та Лоренса Стерна.

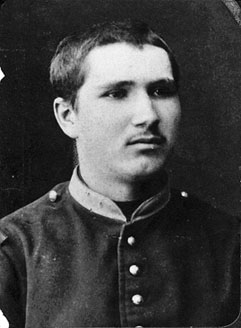
Кадет Шарль де Фуко

### Військова служба
У 1876 році вступає до військової академії Сен-Сір, а згодом — до кавалерійської школи в Сомюрі. Під час навчання веде розгульний спосіб життя, витрачаючи спадок на розваги, вино і жінок. Його прізвисько в академії — «учений гульвіса». Після ряду дисциплінарних порушень його переводять до Алжиру, де він ще кілька років перебуває в стані морального падіння.
Участь у кампанії проти повстання шейха Буамами на північному заході Алжиру стала для нього поворотним моментом. У пустелі Шарль переживає щось подібне до «першого навернення» — його починає приваблювати тиша, простота, життя серед простих людей. У 1881 році, у віці 23 років, він остаточно покидає армію і готується до мандрівки у Марокко.

### Експедиція в Марокко
Після вивчення ісламу, арабської мови та івриту, Фуко вирушає у 1883 році у небезпечну експедицію до Марокко разом із рабином Мардохеєм Абі Серуром, видаючи себе за єврея. Він живе в юдейському кварталі, носить традиційний одяг, відрощує бороду й проходить понад 3000 км через Атлаські гори, міста Фес, Мекнес, Буджад. Його праця «Розвідка в Марокко» (фр. Reconnaissance au Maroc, 1888) отримує золоту медаль Французького географічного товариства.

### Монаше життя і священство
Повернувшись до Парижа у 1886 році, Фуко переживає духовну кризу. Завдяки впливу його кузини Марі де Бонді та абата Анрі Ювеліна, він приходить до віри. 30 жовтня 1886 року сповідається та приймає Причастя в церкві Сен-Огюстен — це дата його навернення. Він каже: «Ледве я повірив у Бога — я зрозумів, що маю жити лише для Нього».
У 1890 році вступає до траппістського монастиря Нотр-Дам-де-Неж під ім’ям брат Марі-Альберік. Згодом переїздить до заснованої філії монастиря в Сирії, прагнучи глибшої убогості та праці серед мусульман. Вважає себе негідним священства. У 1897 році поселяється в Назареті, де працює садівником у кларисок. Тут він створює тисячі сторінок духовних медитацій і пише знамениту «Молитву віддання».

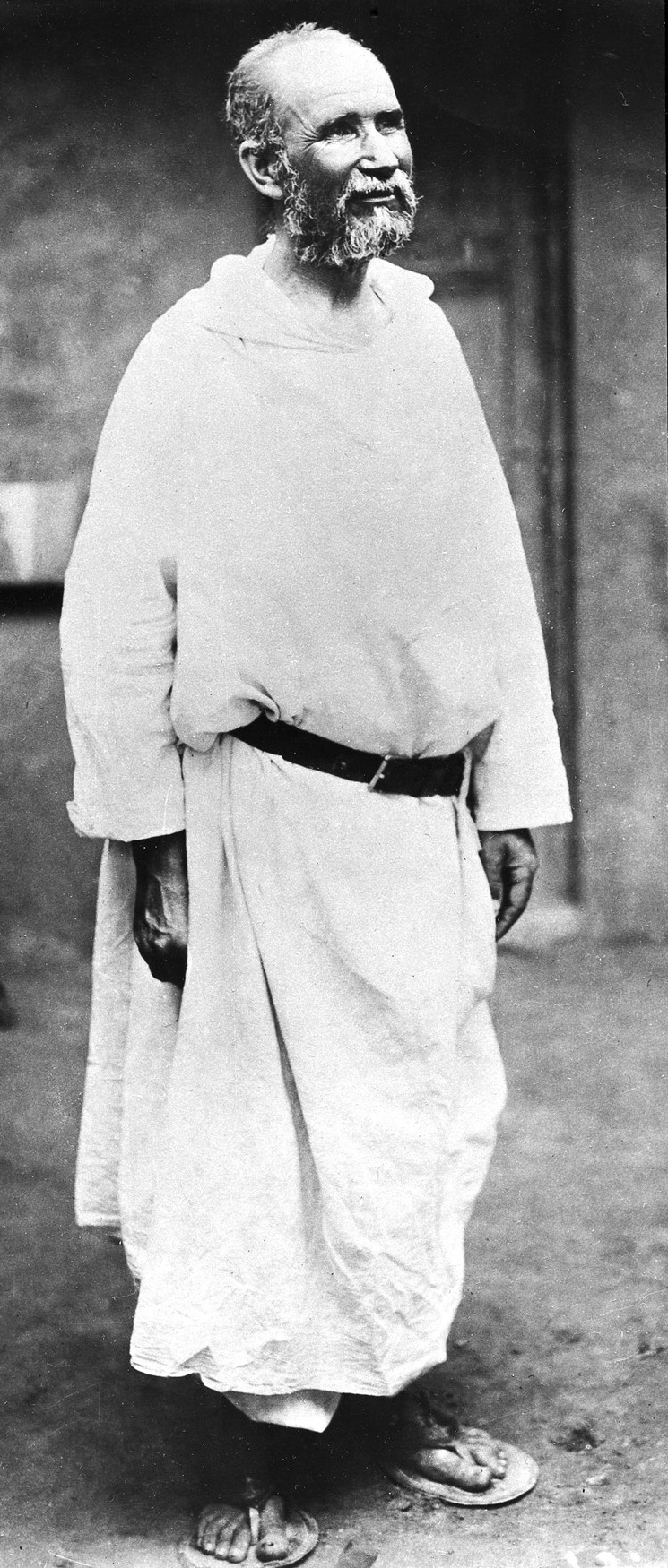
Остання фотографія Шарля де Фуко, 1915

У 1901 році Фуко висвячено на священника. Він переїздить до Алжиру, оселяється в Бені-Аббесі, а з 1905 року — у Таманрассеті, серед туарегів. Шарль де Фуко не займався прямою проповіддю, натомість жив у злиднях, допомагав місцевим, вивчав їхню мову та культуру. Створив перший туарезько-французький словник, а також збирав народні пісні, прислів’я, перекази. Шарль де Фуко не навертав туарегів до християнства, вважаючи, що проповіддю має бути все його повсякденне життя в доброті та смиренні.

### Смерть
У 1914 році він відвідав Францію. Початок Першої світової війни сильно схвилював Шарля де Фуко, оскільки багато його товаришів опинилися на фронті. У самому Алжирі обстановка стала більш напруженою, частина французьких військ була виведена. Він відмовився переселитися в французький форт поблизу та вирішив побудувати невелику касбу поруч із селом для захисту місцевих жителів у разі нападу розбійників. Восени 1916 року він переселився в цю фортецю. 
Брат Шарль від Ісуса загинув на порозі свого будинку 1 грудня 1916 року під час повстання туарегів. Група бандитів намагалася його викрасти з метою викупу, проте один із них застрелив Фуко після появи поліцейських. Фуко похований в оазисі Ель-Голеа в Алжирі.

## Праці
- Reconnaissance au Maroc (1888)

- Dictionnaire touareg-français (у кількох томах)

- Prière d’abandon («Молитва віддання»)

- Méditations sur l’Évangile (Медитації на Євангеліє)

## Вшанування
Визнаний мучеником і беатифікований 13 листопада 2005 року кардиналом Жозе Сарайвою Мартіншем від імені папи Бенедикта XVI. Духовність і твори Шарля де Фуко послужили фундаментом для створених у 30-х роках XX століття католицьких орденів Малі брати Ісуса і Малі сестри Ісуса. У 2006 році пам'ятник Фуко встановили перед Новою церквою Святого Петра у Страсбурзі.
15 травня 2022 року канонізований папою Франциском.
День пам'яті — 1 грудня.